# Камбулатов, Гаджимагомед Казиевич
Гаджимагомед (Гаджи Магомед) Казиевич Камбулатов (1892, Ахмедкент, Дагестанская область — неизвестно) — звеньевой Меркенского свёклосовхоза Министерства пищевой промышленности СССР, Меркенский район, Джамбулская область, Казахская ССР. Герой Социалистического Труда (1948).

## Биография
Гаджимагомед Камбулатов родился в 1892 году в селе Ахмедкент Кайтаго-Табасаранского округа Дагестанской области (сейчас в Кайтагском районе Дагестана) в семье землепользователя. По национальности даргинец.
В 1935 году зажиточную семью Камбулатовых раскулачили и выселили в Меркенский район Джамбульской области Казахской ССР. Гаджимагомед поступил на работу в совхоз в селе Мерке, где работал в механических мастерских, где ремонтировали сельхозтехнику, после чего перешёл в свекловодческую бригаду. С 1946 года работал на стахановском участке. Был звеньевым.
В 1947 году звено, которое возглавлял Камбулатов, собрало высокий урожай сахарной свёклы, собрав с 6 гектаров в среднем по 1008 центнеров с гектара.
8 мая 1948 года Указом Президиума Верховного Совета СССР за получение высоких урожаев сахарной свёклы в 1947 году достоен звания Героя Социалистического Труда с вручением ордена Ленина и золотой медали «Серп и Молот».
Этим же указом званием Героя Социалистического Труда были награждены директор совхоза Павел Самойлович Холодов, старший агроном совхоза Марк Кириллович Шандренко, управляющие совхозными отделениями Аманжол Тургумбаевич Тургумбаев, Пётр Григорьевич Шах, старший механик Василий Кириллович Негода, передовые свёкловоды совхоза бригадиры Зара Абдулвагабовна Гаджиева, Пётр Иванович Зотов, Антонина Самуиловна Нобель, Ихлас Кардашевич Токаев, звеньевые Тажудин Ильясович Аджиев, Шухаин Исмаилович Келеметов, Нузула Хачьяевна Курджиева, Анастасия Филипповна Николаева, Хапиз Исаевич Чупанов и Гульминиса Халиулевна Шеримбаева.
В 1948 году вместе с семьёй вернулся в Ахмедкент. Работал в местном колхозе имени Ленина.
Дата смерти неизвестна.
Награждён медалями.
Его именем названа улица в селе Маджалис.